# My Bloody Valentine
För filmen från 2009, se My Bloody Valentine 3D.
My Bloody Valentine är ett rockband bildat i Dublin 1983 av sångaren och gitarristen Kevin Shields samt trummisen Colm Ó Cíosóig. Medlemmar sedan den klassiska uppsättningen från 1987, då bandet hade etablerat sig i London, är även sångaren och gitarristen Bilinda Butcher och basisten Debbie Googe.
Medan My Bloody Valentines musik utvecklades resulterade deras användning av distortion, pitchbending och digitala efterklang i ett sound som kom att bli känt som shoegazing. Gruppens kritikerhyllade album Loveless (1991) tog två år att skapa, mest på grund av ekonomiska skäl. Efter Loveless blev bandet inaktivt medan Shields spelade in material som bara hamnade på hyllan, och till följd upplöstes bandet 1997. Under 2007 kom Shields med beskedet att bandet hade återförenats och att nytt material höll på att spelas in.
Gruppnamnet togs från skräckfilmen My Bloody Valentine från 1981.

## Historia
Kevin Shields och Colm Ó Cíosóig träffades som tonåringar i Dublin slutet av 1978. De gick med i det lokala punkrockbandet The Complex 1980, som också bestod av gitarristen Liam Ó Maonlaí och sångaren Dave Conway. Shields beskrev bandet som "vad alla nördar och knasbollar faktiskt gör i motsats till de coola människorna med skinnjackor" och sa "vi började repa, det blev en slags Söndagsaktivitet". I början av 1983 lämnade Ó Maonlai bandet för att bilda Hothouse Flowers varpå de tre kvarstående medlemmarna beslöt sig för att starta ett nytt band. Conway kom med en rad av namnförslag, bland annat Burning Peacocks, innan de bestämde sig för My Bloody Valentine, hämtat från den kanadensiska skräckfilmen med samma namn.

## Musikstil och influenser
My Bloody Valentines musik har klassificerats som drömpop, noisepop samt shoegazing och domineras av högljudda ljudmattor med gitarrer och distorsion, särskilt på de senare skivorna. Albumet Loveless från 1991 anses allmänt vara shoegaze-stilens höjdpunkt och ett av 90-talets mest banbrytande album. Sången i låtarna framförs på ett medvetet diskret och otydligt sätt, vilket gör den svår att höras. Texterna skrivs i huvudsak av Kevin Shields och behandlar inte sällan kärleksorienterade ämnen.
My Bloody Valentine har nämnt en mängd olika band som influenser, bland andra Cocteau Twins, Sonic Youth, The Velvet Underground, Pink Floyd och The Beatles.

## Bandmedlemmar

### Nuvarande medlemmar
- Kevin Shields – gitarr, sång, sampler (1984–1997, 2007–)
- Colm Ó Cíosóig – trummor, sampler (1983–1995, 2007–)
- Debbie Googe – basgitarr (1983–1984, 1985–1995, 2007–)
- Bilinda Butcher – gitarr, sång (1987–1997, 2007–)

### Tidigare medlemmar
- Dave Conway – sång (1983–1987)
- Tina Durkin – keyboard (1984–1985)
- Stephen Ivers – guitar (1983–1984)
- Paul Murtagh – basgitarr (1984–1985)
- Mark Ross – basgitarr (1984)
- Joe Byfield – sång (1987)

### Turnerande medlemmar
- Anna Quimby – flöjt (1991–1992)
- Jen Macro – keyboard, gitarr (2013–)

## Diskografi

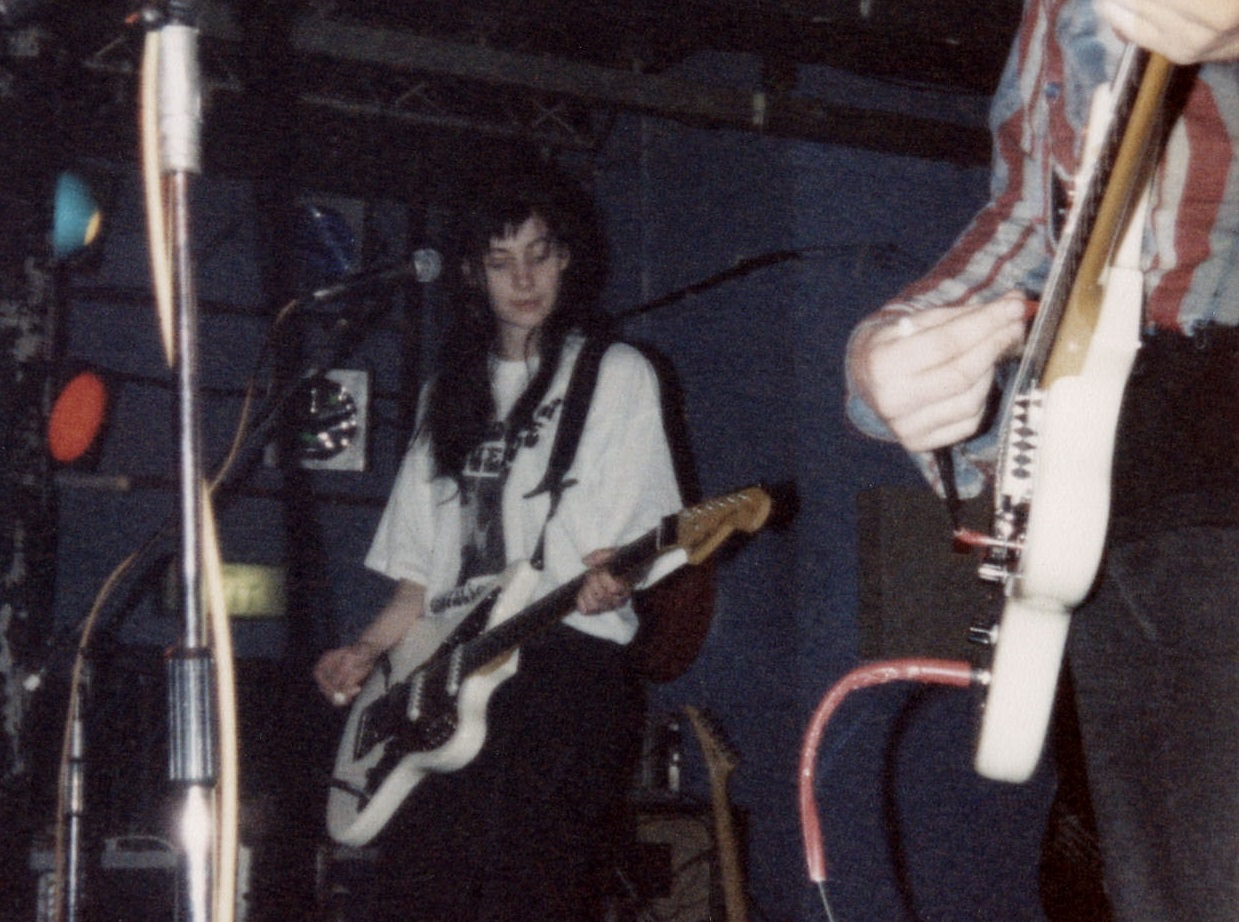
Bilinda Butcher 1989.

### Studioalbum
- Isn't Anything (1988)
- Loveless (1991)
- m b v (2013)

### Samlingsalbum
- Ecstasy & Wine (1987)
- EP's 1988–1991 (2012)

### EP-skivor
- This Is Your Bloody Valentine (minialbum, 1985)
- Geek! (1985)
- The New Record by My Bloody Valentine (1986)
- Ecstasy (minialbum, 1987)
- Sunny Sundae Smile (1987)
- Strawberry Wine (1987)
- You Made Me Realise (1988)
- Feed Me with Your Kiss (1988)
- Glider (1990)
- Tremolo (1991)